# Hr.Ms. Isaac Sweers (1941)
De Hr.Ms. Isaac Sweers was een Nederlandse torpedobootjager van de Gerard Callenburghklasse. Het schip is vernoemd naar de admiraal Isaac Sweers.
De kiel werd op 26 november 1938 gelegd op de werf van de Koninklijke Maatschappij De Schelde in Vlissingen. Op 16 maart 1940 was de tewaterlating. De doopster van de Isaac Sweers was Johanna van den Arend-Keers, echtgenote van luitenant-ter-zee Henry van den Arend, die belast was met de nautische toezicht op de te bouwen Nederlandse jagers. Het nog niet geheel afgebouwde schip werd tijdens de Duitse aanval op Nederland naar Engeland gebracht en daar op 29 mei 1941 in dienst gesteld.
Het schip was voor zijn tijd uiterst modern uitgerust. De oorspronkelijke ontwerptekeningen werden in mei 1940 gered en naar Engeland gebracht. De Britse Royal Navy nam de Nederlandse innovaties over en paste deze toe op Britse scheepsontwerpen.
Opvallend was de bewapening met twee 'Hazemeyers', dat was luchtdoelgeschut opgesteld op de plaats van de B-toren op het voordek en op het AA-platform tussen de twee torpedolanceerinrichtingen in het midden van de romp. De Hazemeyer was een in Nederland ontwikkeld affuit gebaseerd op een dubbele 40mm Bofors uit Zweden. Het luchtdoelgeschut was zeer nauwkeurig want het was volledig gestabiliseerd, voorzien van een eigen vuurleiding en de allereerste Nederlandse artillerieradar (RDF 289). 

## Gevlucht voor de Duitsers
Voor de meidagen was Arnold Koldewijn belast met het toezicht op de afbouw van enkele jagers op de werf in Vlissingen.
Om de nog niet afgebouwde Isaac Sweers uit handen van de Duitsers te houden die volgens hem Nederland zouden binnenvallen, regelde hij een sleepboot die zijn schip zou kunnen redden. De Isaac Sweers lag al te water en kon drijven, maar had nog geen werkende voortstuwing. Op 10 mei 1940 werd het vaartuig door de sleepboot Zwarte Zee naar de Downs gesleept en op 12 mei in Portsmouth afgeleverd door officier MSD 2e klasse V H baron van Lawick, belast met het toezicht op de technische afbouw. De scheepsbouwer John I. Thornycroft Dockyard in Southampton deed er nog een jaar over om de afbouw te voltooien. De uitrusting bestond uit drie dubbelopstellingen van 19m/2cm en twee dubbelopstellingen van 40mm als afweerbatterij, en dus niet met vijf kanonnen van 12cm zoals in de bouwtekeningen stond. Koldewijn was in Nederland gebleven en ging op 9 mei naar Rotterdam. Hij nam een kamer in Hotel Centraal en werd enkele uren later gewekt door het oorlogsgeweld.
Op 29 mei 1941 nam Kapitein-ter-Zee J. Houtsmuller het schip in ontvangst. Na veertien dagen proefvaren zette het op 5 juli koers naar Scapa Flow, waar de nieuwe Nederlandse bemanning werd getraind. Het schip werd ingedeeld in het 19th destroyer flotilla in Greenock, dat troepentransportschepen naar het zuiden escorteerde.

## Inzet
In augustus 1941 begeleidde de Isaac Sweers het konvooi WS-10. Op de terugweg assisteerde het oorlogsschip de Nederlandse zeesleper Zwarte Zee bij een mislukte poging om de door de U 75 getorpedeerde SS Cape Rodney te redden. Op 14 september kwamen de Hr. Ms. Isaac Sweers en de Britse HMS Brocklesby met elkaar in aanvaring. De Nederlandse torpedobootjager liep schade op aan de schroef aan stuurboord.

### Indische Oceaan
Op 23 januari 1942 werd de Isaac Sweers naar Nederlands-Indië gestuurd. Men vreesde voor een Japanse invasie van Java en Sumatra. Nadat het schip op 8 februari in Colombo, op Ceylon aankwam werd het eerst gedurende 20 dagen in het droogdok gelegd voor reparaties. Daarna was het te laat om het schip nog naar de Nederlands-Indische wateren te sturen. De daar gestationeerde Geallieerd-Nederlandse vloot werd op 27 en 28 februari 1942 in de Slag in de Javazee verslagen en Batavia capituleerde op 8 maart 1942.
Op 15 april legde het schip, nu toegevoegd aan de Britse vloot in de Indische Oceaan, aan bij het Addu-atol, waar het brandstof innam. Het eskader had als opdracht de Japanse vliegdekschepen te vinden die Colombo en Trincomalee hadden aangevallen. Dat lukte echter niet en de Japanners wisten te ontkomen.
Op 14 april legde de Isaac Sweers aan in Bombay. Op 30 april voer het naar de Seychellen en het kreeg daarna tot 22 mei een ankerplaats bij Mombasa aan de Afrikaanse kust. Vervolgens keerde de torpedobootjager via Durban, Simonstown, Freetown en Gibraltar terug naar Europa.

### Jacht op onderzeeboten
In november 1942 maakte de Isaac Sweers deel uit van het 19e flottile torpedobootjagers dat ten westen van Gibraltar op Duitse onderzeeboten joeg. Op 8 november werd ze ten zuiden van Gibraltar aangevallen door een onbekend gebleven onderzeeër. De twee bellenbanen van de afgevuurde torpedo’s werden door de wacht gezien en de aanval kon worden ontweken. Toch viel er een slachtoffer: terwijl de oorlogswachtsdivisie zich naar de alarmposten haastte struikelde matroos C.B. Heerspink over het ter vrijmaking van het schootsveld van de torpedo's neergeklapte relinghekwerk en viel overboord. Hij werd als vermist opgegeven.

### Slag bij Kaap Bon
Op 11 december kreeg het schip de opdracht om, in plaats van de geplande onderhoudsbeurt in Engeland te ondergaan, naar de Oostelijke Middellandse Zee te varen. Daar werd het schip deel van het 4e flotille torpedobootjagers. Het commando over de torpedobootjagers kreeg Commodore Stokes aan boord van de HMS Sikh. Toen op 12 december Italiaanse lichte kruisers werden gezien stoomde het flotille met 30 knopen door het Kanaal van Skerki. Bij Kaap Bon trof men de Italiaanse schepen, de Alberico da Barbiano en Alberto di Giussano aan. De twee kruisers vervoerden een vracht van bijna 2.000 ton vliegtuigbrandstof naar Afrika; de licht ontvlambare brandstof was in vaten op het dek geplaatst. Bij de aanvang van de Slag bij Kaap Bon, die om 2 uur 's nachts begon, voeren de HMS Sikh, HMS Legion, HMS Maori en Hr. Ms. Isaac Sweers in kiellinie. De Alberico da Barbiano werd door twee torpedo's van Legion en Maori geraakt en begon al snel te zinken. De Alberto di Giussano vuurde op de geallieerde schepen maar miste haar doel. Het schip werd getroffen door een torpedo van Legion en het geschut van de vier geallieerde torpedobootjagers. Het schip stond al snel in brand en het begon te zinken. Hr. Ms. Isaac Sweers werd aangevallen door de Italiaanse motortorpedoboot Cigno. De vier door de Isaac Sweers afgevuurde torpedo's misten het doel. Het door de commandant van de Isaac Sweers gemelde tot zinken brengen van een tweede motortorpedoboot werd niet bevestigd. Op 13 december 1941 keerden de vier torpedobootjagers veilig terug op Malta.

### Konvooien in de Middellandse Zee
De Isaac Sweers begeleidde in januari 1942 het belangrijke geallieerde konvooi MW 8B naar Malta. Tijdens deze missie werd de Britse jager HMS 'Gurkha' op 12 januari 1942 getorpedeerd. Het lukte de bemanning van de Isaac Sweers om de 'Gurkha' uit de brandende olie te slepen en alle 240 overlevenden aan boord te nemen. De 'Isaac Sweers' zette de Britse bemanning aan land bij Tobroek en was zo snel dat het zich op 18 januari weer bij het konvooi kon voegen dat de haven van Valletta veilig wist te bereiken.

HMS Gurkha (G65) na torpedering en redding door Hr.Ms.Isaac Sweers
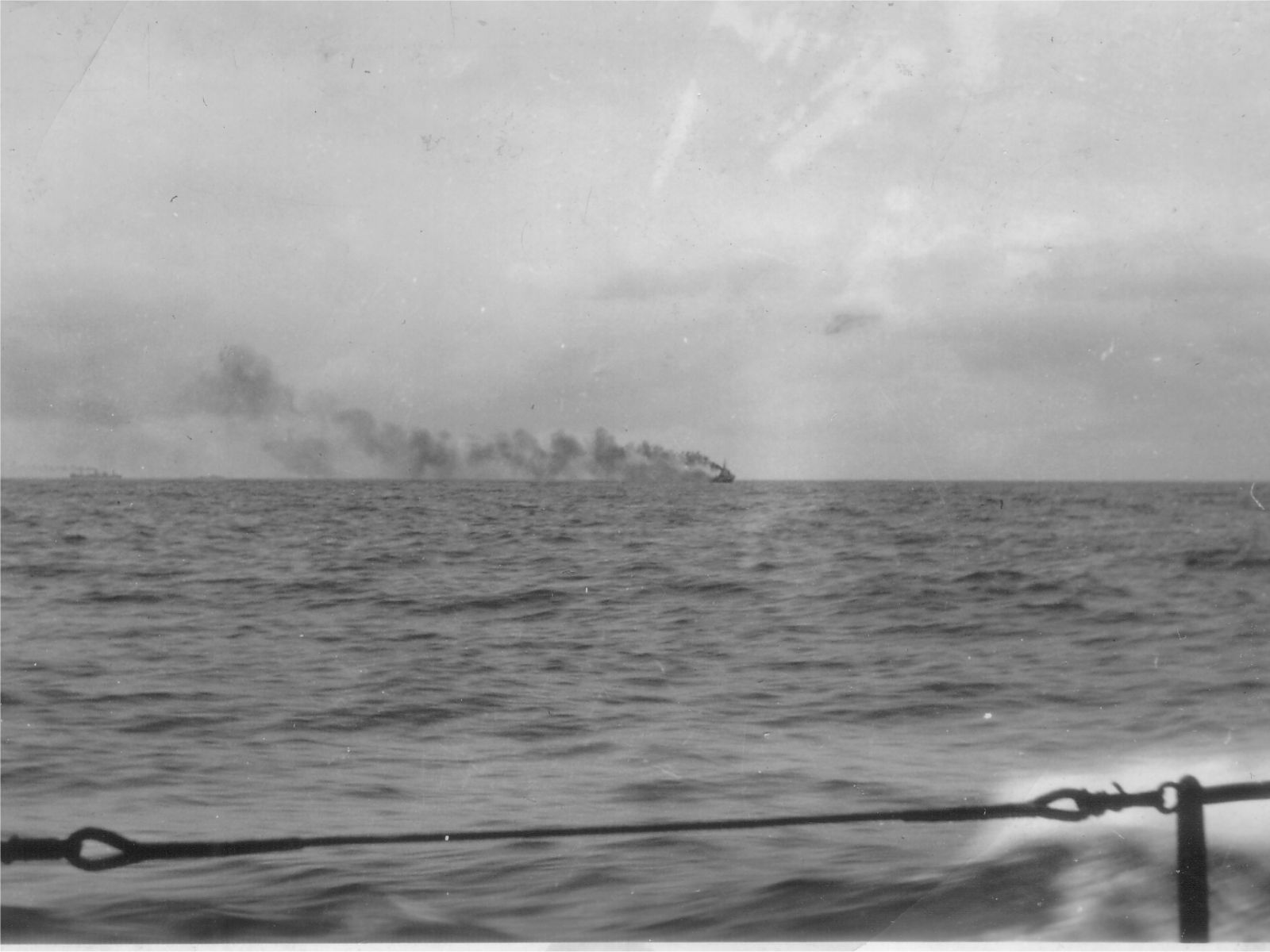
15 minuten na torpedering
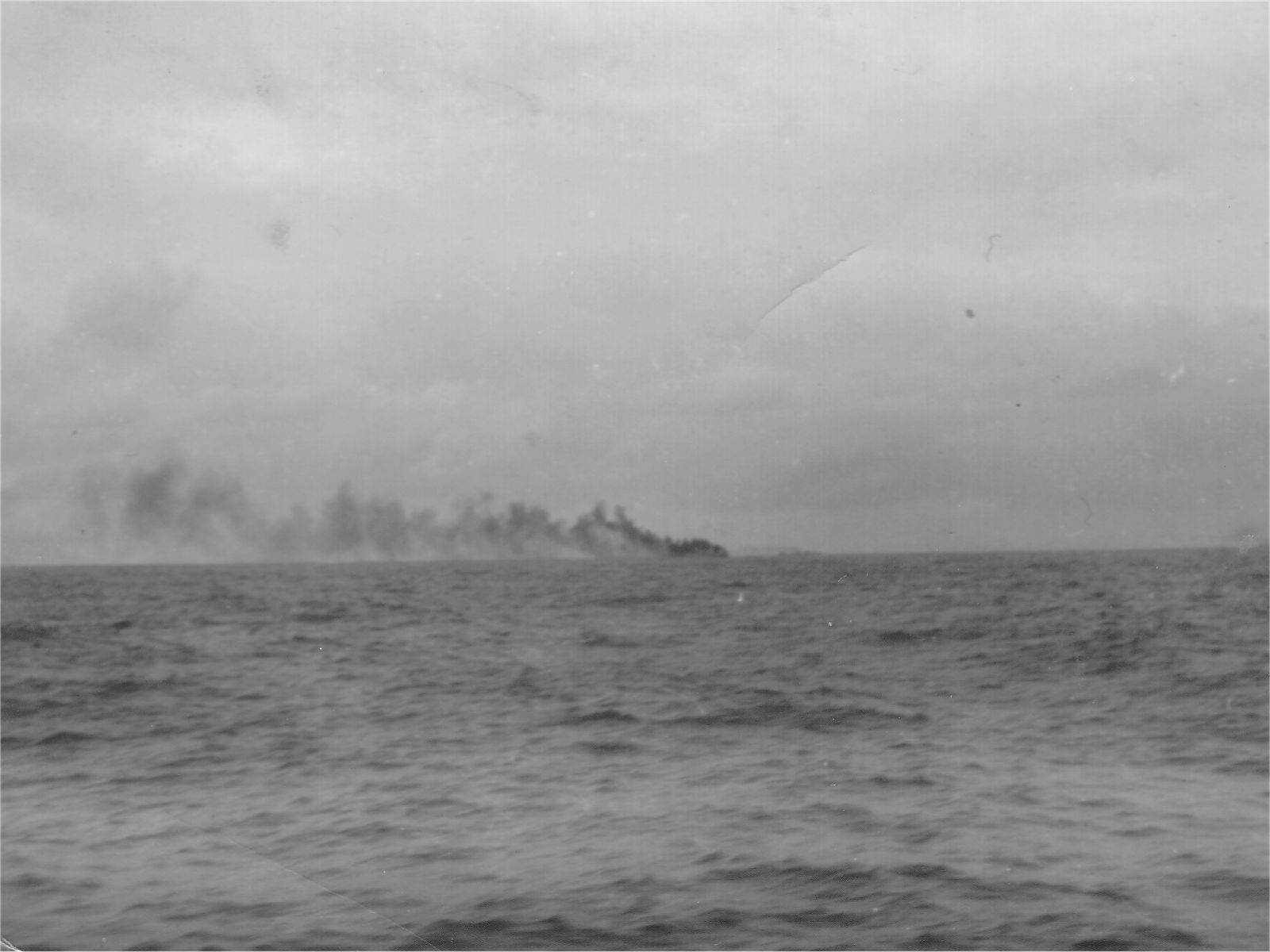
25 minuten na torpedering
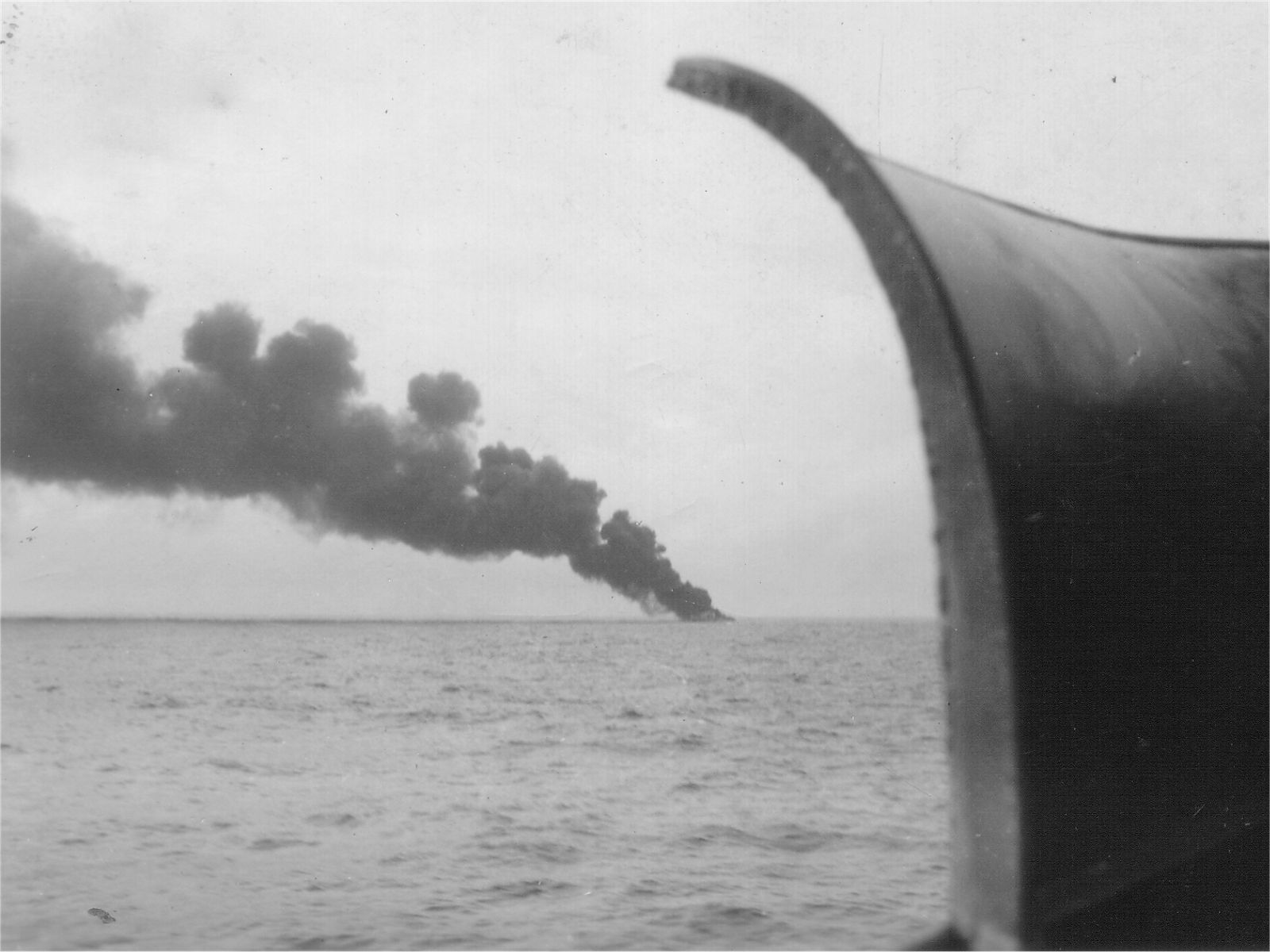
30 minuten na torpedering
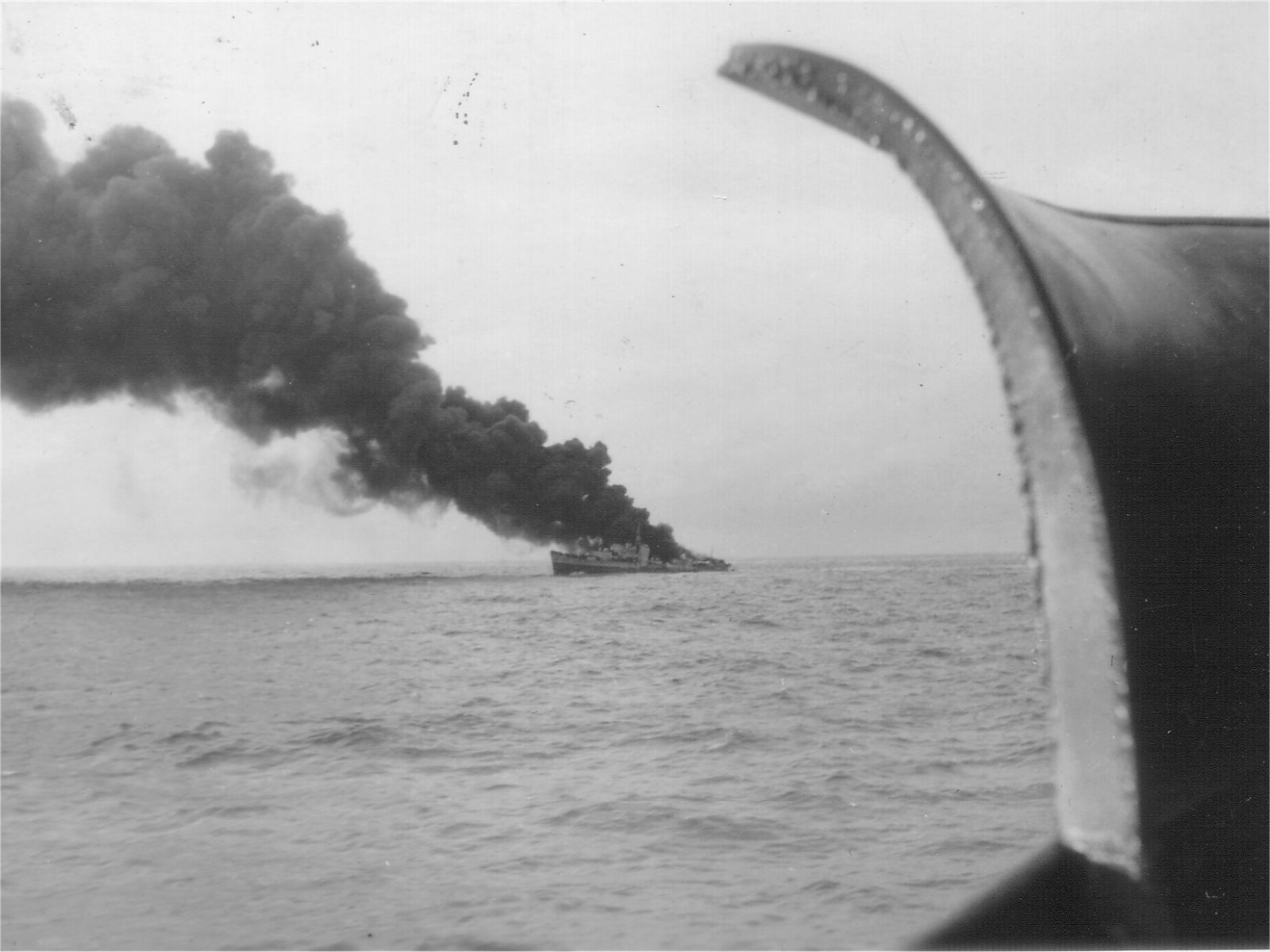
45 minuten na torpedering
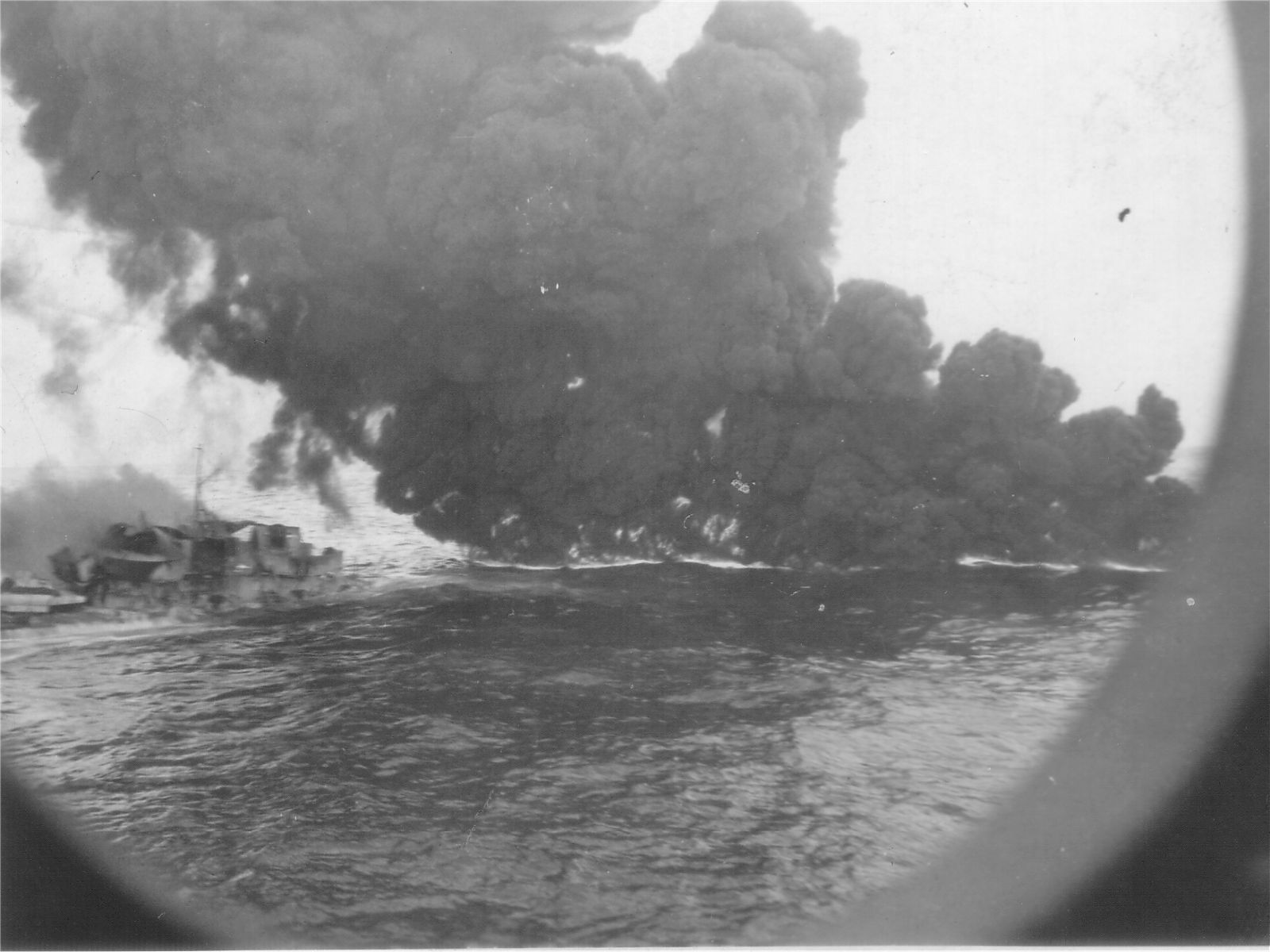
Bijna 1 uur na torpedering
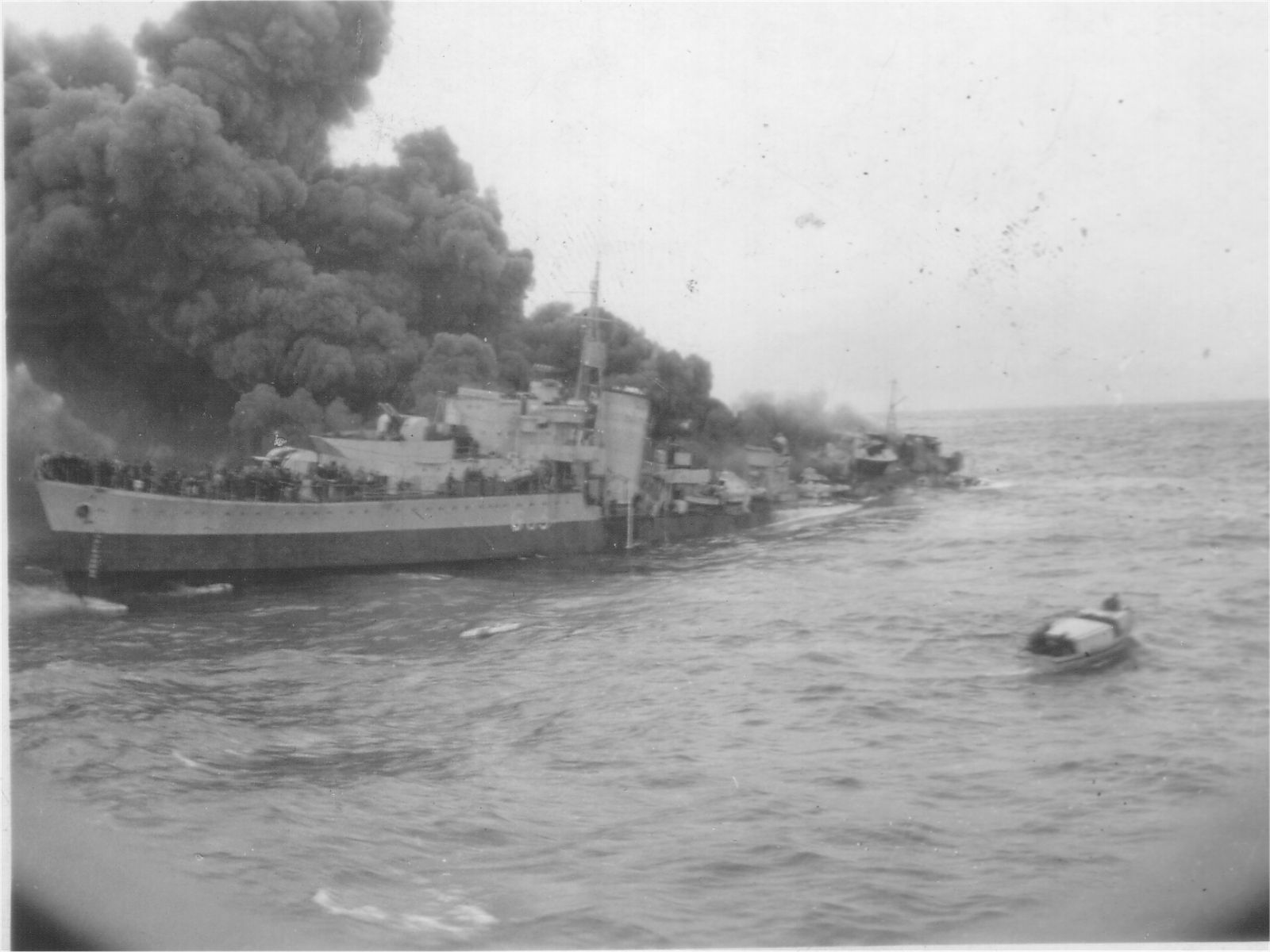
1 uur na torpedering
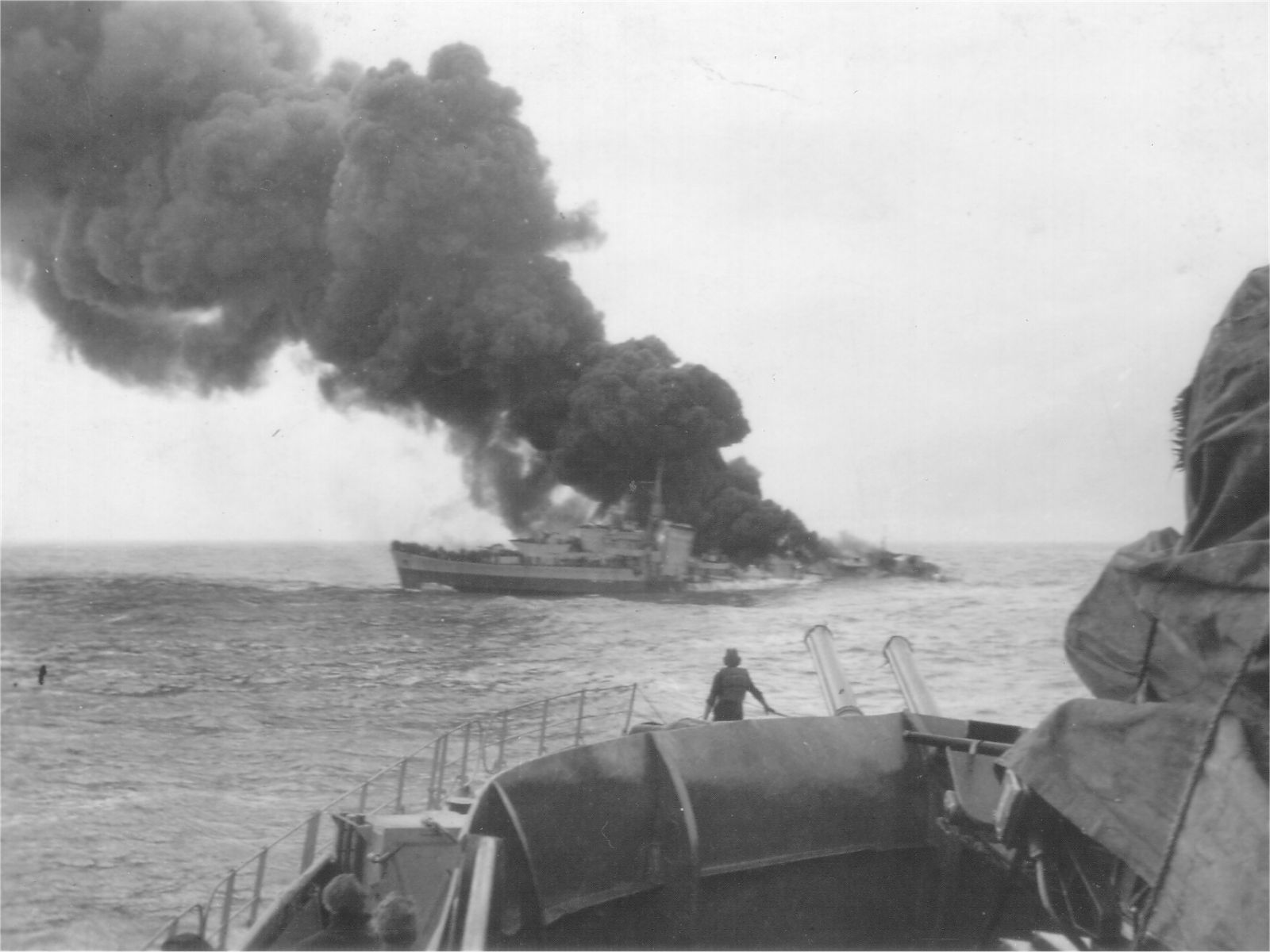
Ruim 1 uur na torpedering
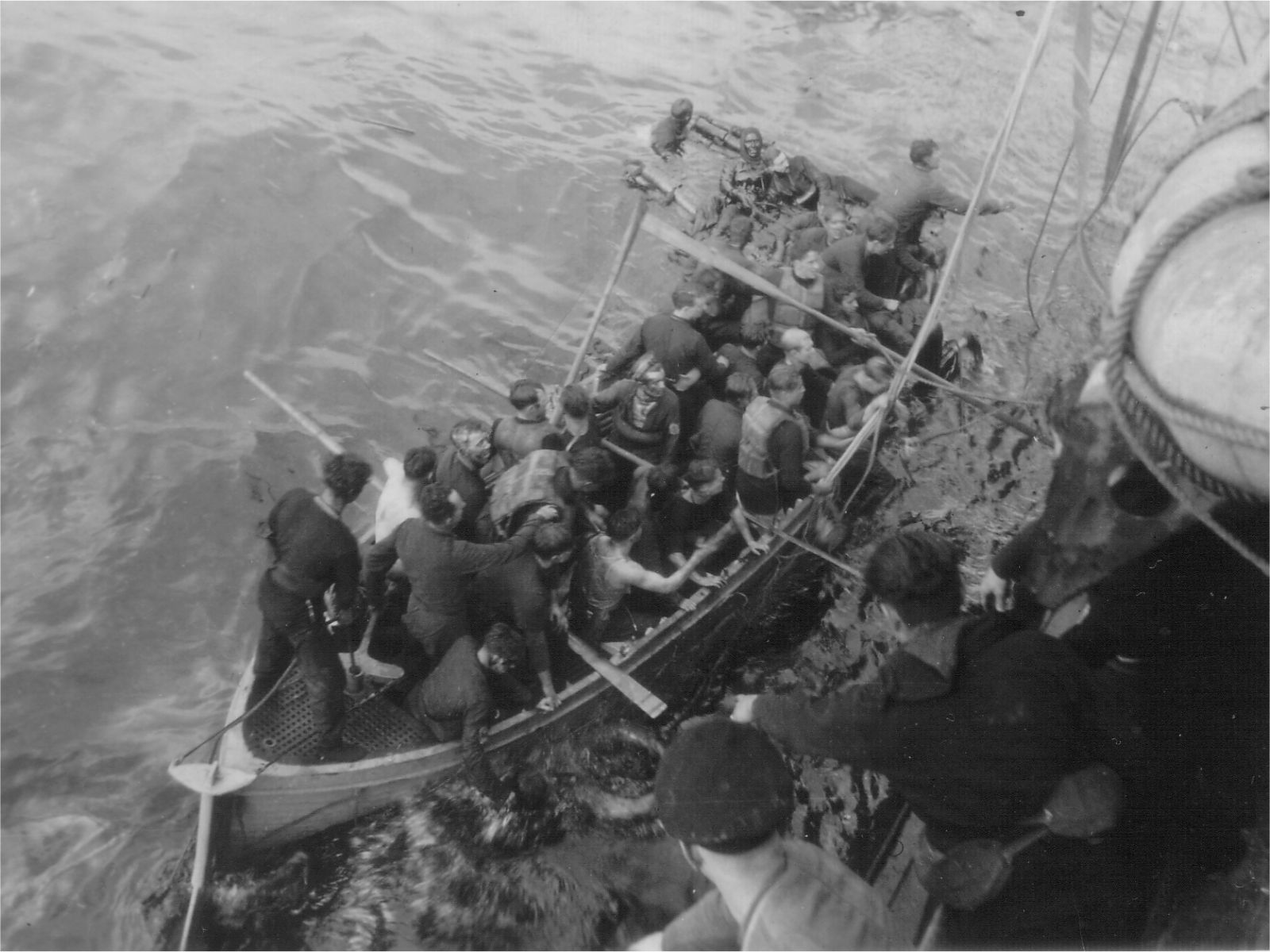
Redding van overlevenden door Hr.Ms.Isaac Sweers

### Ondergang
Gedurende inzet bij Operatie Torch, de geallieerde invasie van het door Vichy-Frankrijk bestuurde Frans Noord-Afrika, werd Hr. Ms. Isaac Sweers op 13 november 1942 om kwart over zes in de ochtend tot zinken gebracht. Ze kreeg op 55 mijl ten noordwesten van Algiers twee torpedo voltreffers van de Duitse onderzeeboot U 431 te verduren. De eerste raakte een volle olietank, terwijl de tweede direct onder de brug en de officiersmess insloeg. Door de tweede torpedo werden 13 officieren die in hun hutten bij de longroom sliepen op slag gedood. Van de officieren hebben alleen de commandant, Willem Harmsen, die op de brug stond, en een van de officieren die dienst had, de ondergang overleefd.
Een aantal bemanningsleden kwam in zee om door brandende olie uit het getroffen schip, die zich over het wateroppervlak had verspreid. Na korte tijd kwamen ook de dieptebommen en andere munitie van de Isaac Sweers tot ontploffing. Van de 194 man die de Isaac Sweers bij haar laatste reis aan boord had vonden er 103, waaronder vijf Britten, de dood. De overlevenden werden door de bewapende Britse trawler HMS Loch Oskaig uit zee gered.
Onder de gesneuvelden van de Isaac Sweers was Aimé Ohr, die onder meer was onderscheiden met het Bronzen Kruis.

## Gezagvoering
Het schip heeft twee commandanten gehad: Kapitein-luitenant ter zee Jacques Houtsmuller van 24 mei tot 30 december 1941 en Kapitein-Luitenant ter zee, na 1 juni 1942 bevorderd tot Kapitein ter zee Willem Harmsen.
Het wrak ligt op de bodem van de Middellandse Zee op 37°23'N, 02°12'E.